# Lisignago
Lisignago ist eine Fraktion der italienischen Gemeinde (comune) Cembra Lisignago in der Provinz Trient in der Region Trentino-Südtirol. Lisignago war bis 2015 eine eigenständige Gemeinde.

## Lage
Der Ort liegt etwa 11,5 Kilometer nordwestlich von Trient am Avisio auf einer Höhe von 582 m.s.l.m. auf der orographisch rechten Talseite des Cembratals.

## Geschichte
Die Gründung des Ortes ist für das Jahr 1004 oder auch 1027 überliefert.
Am 1. Januar 2016 schloss sich Lisignago mit Cembra zur neuen Gemeinde Cembra Lisignago zusammen. Lisignago hatte am 31. Dezember 2015 538 Einwohner auf einer Fläche von 7,16 km². Nachbargemeinden waren Albiano, Cembra und Giovo. Die Gemeinde gehörte zur Talgemeinschaft Comunità della Valle di Cembra.

## Verkehr
Durch das ehemalige Gemeindegebiet führt die Strada Statale 612 della Val di Cembra von Lavis nach Castello-Molina di Fiemme.

## Söhne und Töchter
- Guido Zendron (* 1954), Bischof von Paulo Afonso